# 电汇
电汇（英語：telegraphic transfer，簡寫T/T）是贸易术语，為国际上流行的公司与公司之间付款方式之一。使用电汇的前提条件是双方都需在有开通电汇服务的银行开有账户。
电汇时，银行收取汇款方一定汇款费用，拍发加押电报或电传给汇入银行，指示解付一定金额给收款人。收款方无需收费。在三种传统的汇款方式中，与票汇、信汇相比，电汇的速度快，但费用较高。因此电汇有利于收款方快速回收货款，加快资金流通。

## 其他汇款方式
- 票汇
- 信汇